# Odma
Odma – przedostanie się powietrza atmosferycznego lub innych gazów w obręb tkanek lub jam ciała, gdzie prawidłowo gazy te nie występują. Odma może wystąpić na skutek urazu, samoistnie (w wyniku niektórych procesów chorobowych) lub też może zostać wykonana celowo w trakcie zabiegu medycznego.
W zależności od położenia wyróżnia się:
- odma opłucnowa
- odma otrzewnowa
- odma podskórna
- odma wewnątrzczaszkowa
- odma śródpiersiowa.